# Stricken (Lied)
Stricken (englisch für angeschlagen) ist ein Lied der US-amerikanischen Metal-Band Disturbed. Es wurde am 25. Juli 2005 über Reprise Records veröffentlicht und ist die zweite Single des dritten Studioalbums Ten Thousand Fists.

## Inhalt
Stricken ist ein Alternative-Metal-Lied, das von den Bandmitgliedern Dan Donegan, David Draiman und Mike Wengren geschrieben wurde. Der Text ist in englischer Sprache verfasst. Stricken ist 4:07 Minuten lang, wurde in der Tonart As-Dur geschrieben und weist ein Tempo von 174 BPM auf. Produziert wurde das Lied von Johnny K, der mit bürgerlichen Namen John Karkazis heißt. Aufgenommen wurde der Titel in den Groovemaster Studios in Chicago. Stricken ist eines der ersten Lieder von Disturbed, das ein Gitarrensolo enthält. Als die Band mit dem Songwriting begann, hätte sich die Band laut dem Gitarristen Dan Donagan mehr auf ihre Einflüsse zurückberufen. Dabei stellte sich heraus, dass einige Titel ein Gitarrensolo enthalten könnten. Die Band wollte durch Gitarrensoli ihren Stil erweitern. Darüber hinaus wollte die Band Gitarrensoli als Tribut an den Pantera-Gitarristen Dimebag Darrell verwenden, der im Jahr zuvor bei einem Konzert in Columbus auf der Bühne erschossen wurde.
Für das Lied wurde in Los Angeles ein Musikvideo gedreht, bei dem Nathan Cox Regie führte. Das Video wurde in einem verlassenen Krankenhaus gedreht, in dem einige Szenen des Films Nightmare – Mörderische Träume gedreht wurden. Dennoch war der Drehort laut Sänger David Draiman absolut nicht gruselig. Lediglich der Heizungsraum, in dem Schlagzeuger Mike Wengren kurz zu sehen ist, währe ein wenig unheimlich gewesen. In dem Video sieht man einen Mann, der sich heimlich mit seiner Liebhaberin trifft und von seiner richtigen Lebensgefährtin erwischt wird.
Stricken ist auf dem im Jahre 2016 veröffentlichten Livealbum Live at Red Rocks zu hören. Das Lied ist Teil der Videospiele Guitar Hero III: Legends of Rock und Project Gotham Racing 4. Darüber hinaus wurde Stricken als Titelmusik für das WWE-Event New Year’s Revolution 2006 verwendet. Das Magazin Loudwire veröffentlichte im Juli 2015 eine Liste der 15 besten Lieder von Disturbed. Dabei belegte Stricken Platz drei.

## Rezensionen
Beth Rees vom Onlinemagazin The Indiependent schrieb, dass Stricken „ein episches Gitarrensolo enthält, welches das Talent von Dan Donegan aufzeigt und etwas Zusätzliches zu den Songs bietet“.

## Kommerzieller Erfolg

### Chartplatzierung
| ChartsChartplatzierungen       | Höchstplatzierung | Wochen |
| ------------------------------ | ----------------- | ------ |
| Vereinigte Staaten (Billboard) | 95 (2 Wo.)        | 2      |
| Vereinigtes Königreich (OCC)   | 88 (2 Wo.)        | 2      |

Darüber hinaus belegte das Lied Platz zwei der Billboard Mainstream Rock Songs und blieb für 35 Wochen in diesen Charts, die Lieder der Anzahl der Radioübertragungen listet.

### Auszeichnungen für Musikverkäufe
| Land/Region                  | Auszeichnungen für Musikverkäufe (Land/Region, Auszeichnung, Verkäufe) | Verkäufe  |
| ---------------------------- | ---------------------------------------------------------------------- | --------- |
| Australien (ARIA)            | Platin                                                                 | 70.000    |
| Kanada (MC)                  | 2× Platin                                                              | 160.000   |
| Vereinigte Staaten (RIAA)    | 3× Platin                                                              | 3.000.000 |
| Vereinigtes Königreich (BPI) | Silber                                                                 | 200.000   |
| Insgesamt                    | 1× Silber · 6× Platin ·                                                | 3.430.000 |